# Teatro Juárez (Guanajuato)
El Teatro Juárez de Guanajuato es un histórico teatro que data de finales del siglo XIX ubicado en la ciudad mexicana de Guanajuato en el estado del mismo nombre, en México. El recinto fue edificado de 1872 a 1903 a partir del diseño original del arquitecto José Noriega, encargado por el general y gobernador de Florencio Antillón, posteriormente fue terminado por el arquitecto Antonio Rivas Mercado y el ingeniero Alberto Malo, quienes realizaron varias remodelaciones que cambiaron completamente su aspecto original tanto en el exterior como interior.
El recinto es uno de los teatros históricos más reconocidos. Su época de mayor auge ocurrió a finales del siglo XIX hasta el estallido de la guerra de la Revolución mexicana a principios del siglo XX, siendo un importante foro de actividad artística donde se presentaron afamados exponentes de la época. El teatro recibe su nombre en homenaje al político e intelectual liberal Benito Juárez, un importante personaje en la historia.
El Teatro Juárez ha sido sede del Festival Internacional Cervantino, desde 1972.

## Historia
El Teatro Juárez fue construido en terrenos ocupados por el Hotel Emporio, demolido en 1872, y anteriormente por el primer convento de franciscanos descalzos en la ciudad de Guanajuato, de lo que existía en el solar solo queda en pie el templo barroco de San Diego y algunas capillas anexas del Santo Cristo de Burgos y de la Inmaculada Concepción.
Fue diseñado por el arquitecto José Noriega, a encargo del gobernador de Guanajuato, general Florencio Antillón, tiempo después el general Manuel González gobernador del estado fue el promotor de la obra y encargando la obra al arquitecto Antonio Rivas y el ingeniero Alberto Malo. A la muerte del general González, el licenciado Joaquín Obregón González el nuevo gobernador del estado, fue el patrocinador de la construcción.
Siendo inaugurado el 27 de octubre de 1903 por el presidente Porfirio Díaz. El evento presentado para la ocasión fue la ópera Aída, de Giuseppe Verdi, a cargo de la compañía italiana Empresa Ettore Drog y Cía., dirigida por Napoleón Sieni y Giorgio Polacco.

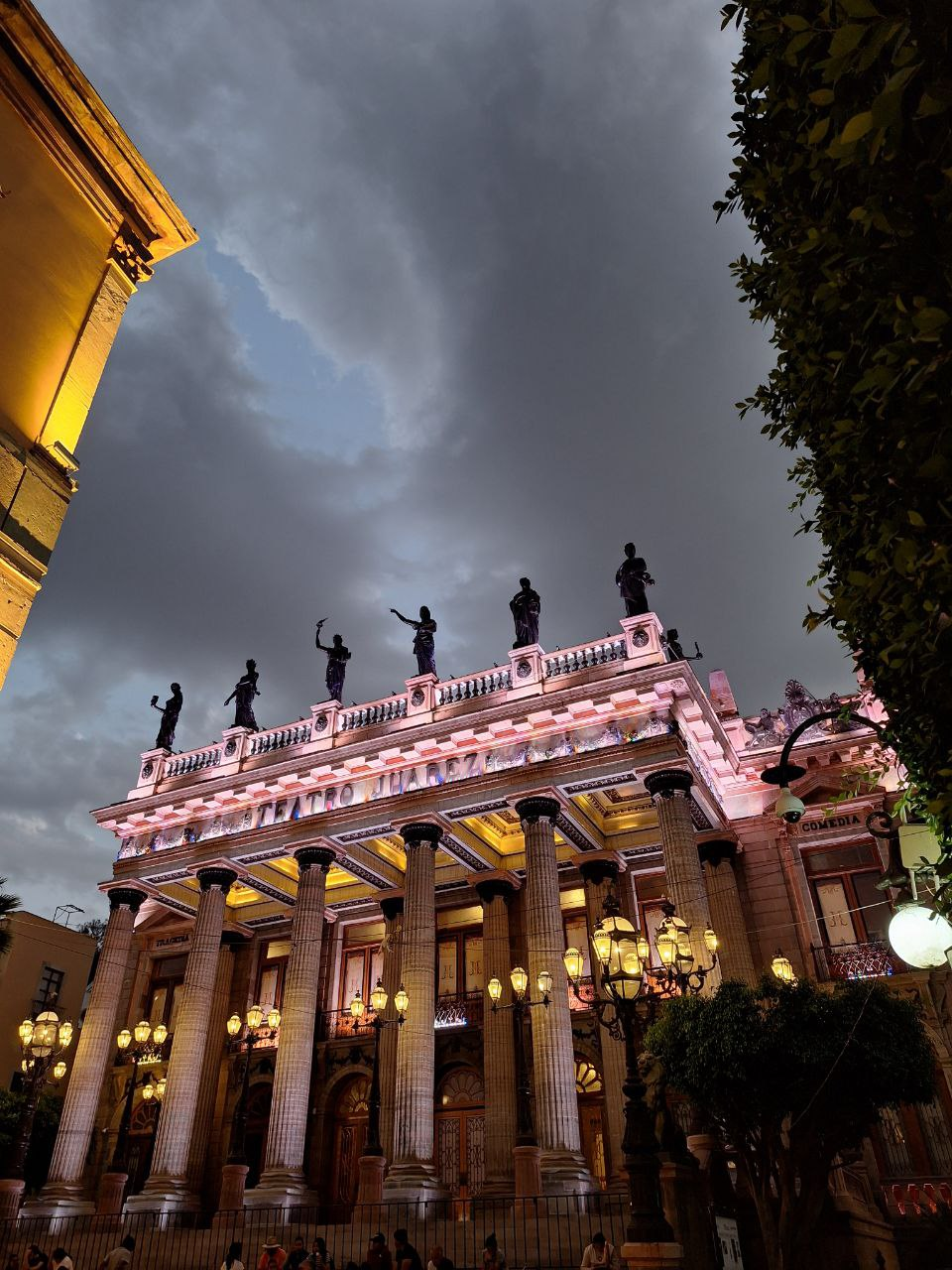
Vista del Teatro Juárez desde el Jardín la Unión

## Descripción arquitectónica
Arquitectónicamente, el teatro es una muestra del eclecticismo que imperaba en las construcciones públicas de la época. Destaca su peristilo de inspiración en el Templo Griego de estilo dórico.

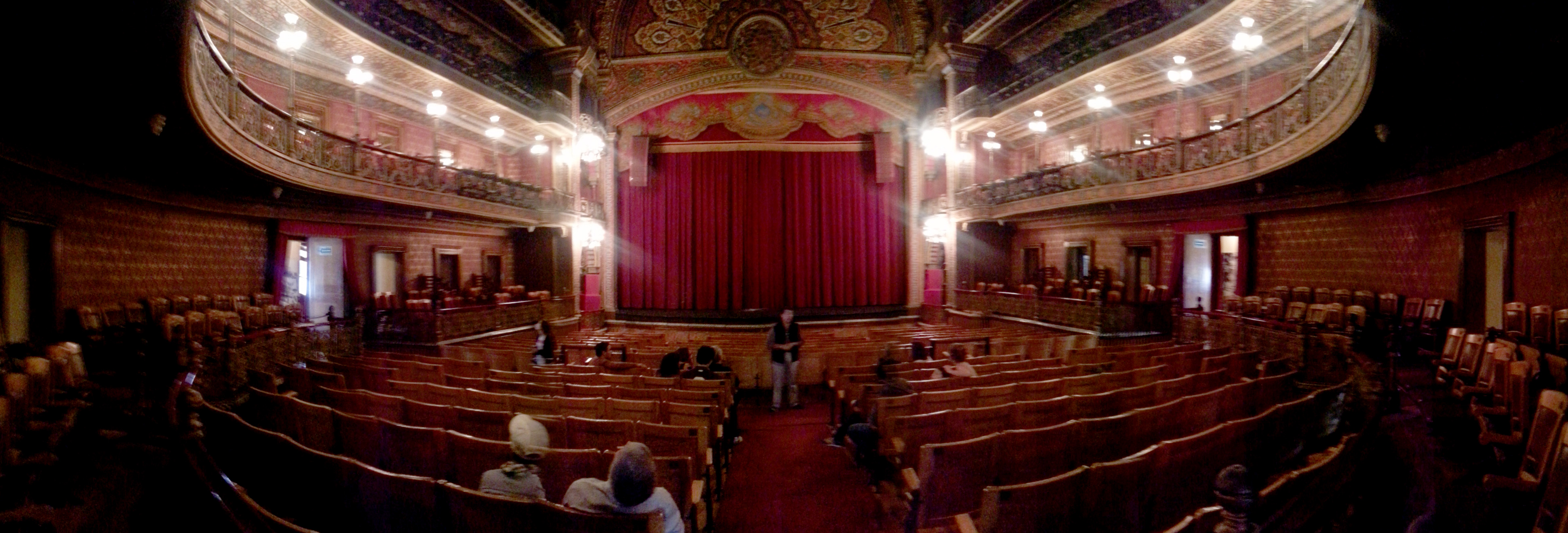
Detalle arquitectónico del interior del Teatro Juárez

La sala de espectáculos sigue los modelos de las salas europeas; tiene forma de herradura, con cuatro órdenes de palcos y localidades generales; su decoración interior es de estilo oriental.

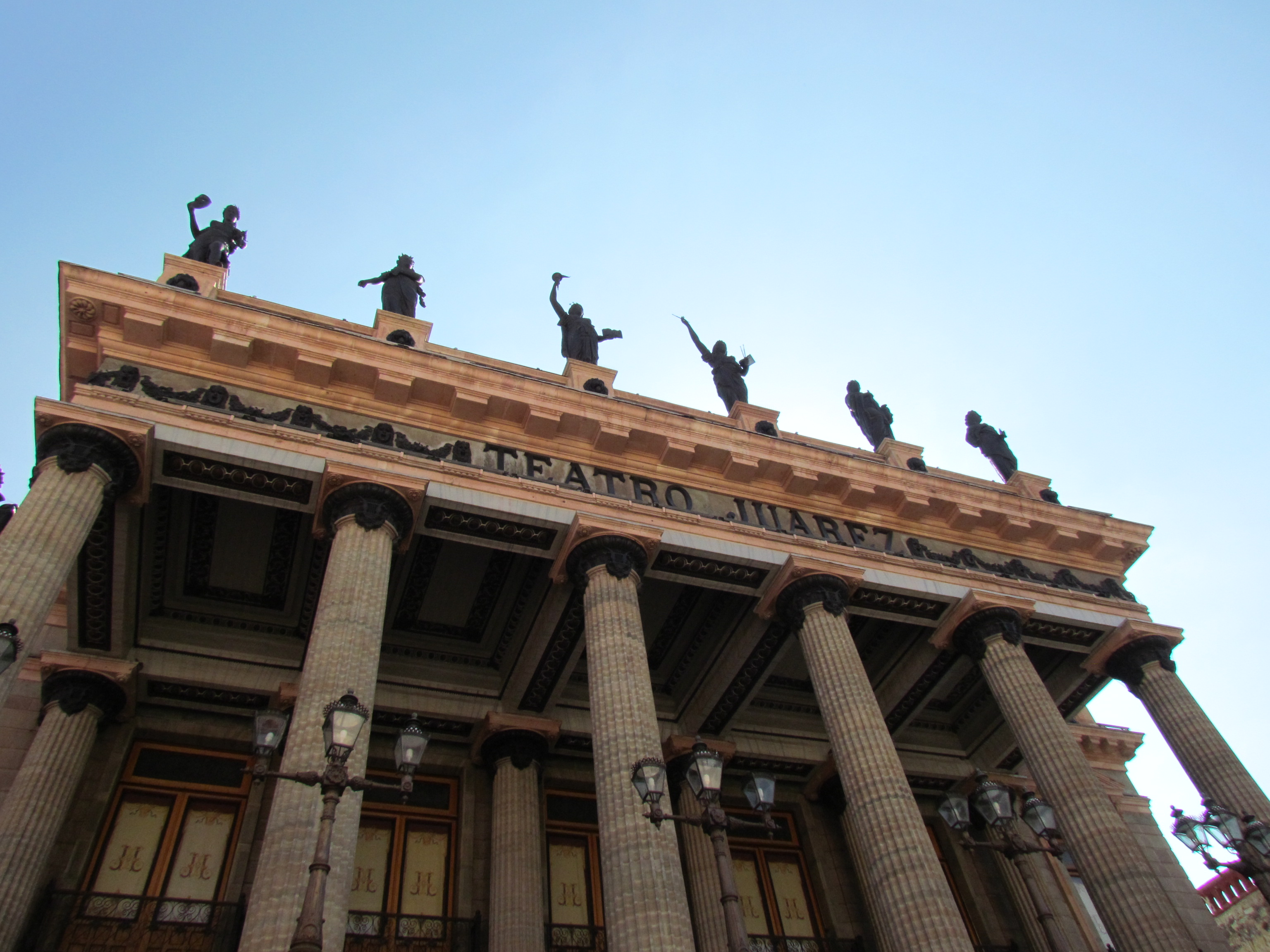
Detalle de las Musas en el Teatro Juárez

En lo alto de la fachada se pueden ver ocho esculturas de bronce, representando a ocho de las nueve musas canónicas de la inspiración griega para las ciencias y las artes. cada una de las estatuas que aparecen en el teatro representan el teatro, la danza, la música, el cine, la comedia, etc.